# Маркуш Машеду
Маркуш Машеду (порт. Marcos Macedo, 9 вересня 1990) — бразильський плавець.
Чемпіон світу з плавання на короткій воді 2014 року.
Призер літньої Універсіади 2011 року.